# Pujols-sur-Ciron
Pujols-sur-Ciron francia település Gironde megyében az Aquitania régióban. Lakosainak száma 924 fő (2022. január 1.).

## Adminisztráció
Polgármesterek:
- 2008–2020 Dominique Clavier

## Demográfia
| Lakosok száma | 550  | 575  | 649  | 713  | 793  | 780  | 780  | 830  | 865  | 924  |
|               | 1968 | 1982 | 1990 | 2006 | 2013 | 2015 | 2017 | 2019 | 2020 | 2022 |

## Látnivalók
- Saint-Pey templom

## Testvérvárosok
Casalarreina (Spanyolország) 1992-óta